# Igreja de Santa Maria (Loures)
A Igreja Paroquial de Loures ou Igreja de Santa Maria localiza-se no extremo noroeste da cidade de Loures, no Distrito de Lisboa, em Portugal.
Trata-se de um templo construído em meados do século XV (no local onde existiu a anterior igreja medieval que, segundo as investigações de Eduardo Brazão, se sabe ter pertencido aos Templários), com bastantes intervenções posteriores (a torre sineira data dos anos finais da Dinastia Filipina e o actual recheio é, na sua larga maioria, datável do século XVIII).
Possui três naves, assentando os arcos que as sustentam em colunas de ordem toscana, conservando-se ainda numa destas um velho púlpito. Na capela-mor, um retábulo do setecentista abrilhanta esta obra-prima do barroco português.

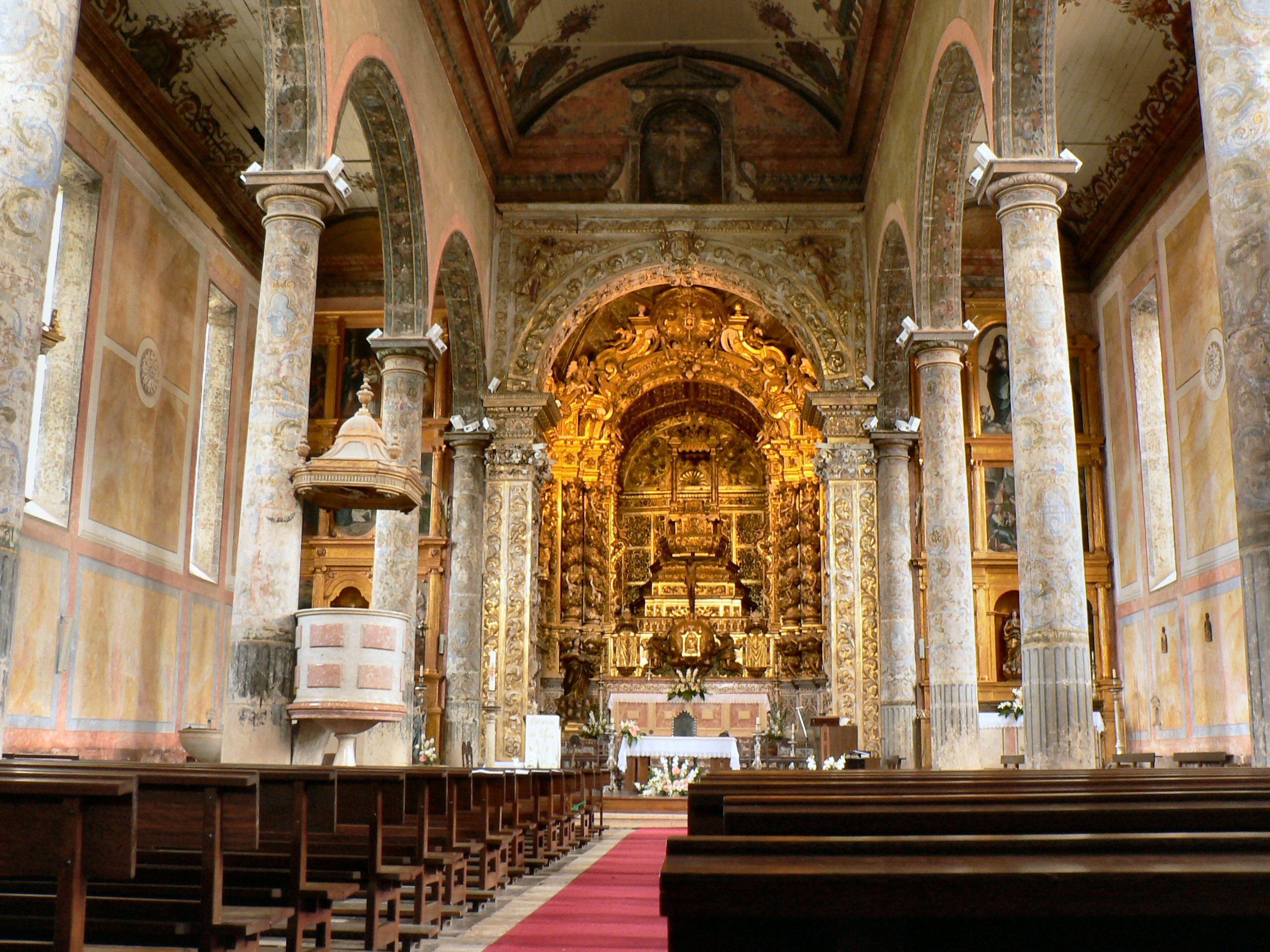
Igreja Matriz de Loures - Interior

Na segunda metade do século XVIII, após o terramoto de 1755, foi votada ao abandono, mas no século seguinte foi sujeita a obras de restauro, tendo sido declarada monumento nacional por decreto de 16 de Junho de 1910.